# Křemže
Křemže är en köping i Tjeckien.   Den ligger i regionen Södra Böhmen, i den sydvästra delen av landet, 130 km söder om huvudstaden Prag. Křemže ligger 524 meter över havet och antalet invånare är 2 975.
Terrängen runt Křemže är kuperad åt nordväst, men åt sydost är den platt.Runt Křemže är det ganska tätbefolkat, med 58 invånare per kvadratkilometer. Närmaste större samhälle är České Budějovice, 14,5 km nordost om Křemže. I omgivningarna runt Křemže växer i huvudsak blandskog.